# Sheila Browne
Pour les articles homonymes, voir Browne.
Sheila Jeanne Browne, née le 25 décembre 1924 à Wokingham dans le Berkshire et morte le 26 août 2015 à Oxford est une universitaire britannique, spécialiste de français médiéval, inspectrice en chef des écoles pour le Royaume-Uni et principale du Newnham College de 1983 à 1992.

## Biographie
Sheila Browne est la fille d'Edward Elliott Browne, directeur d'école, et d'Esme Lilian née Lush, enseignante. Son frère meurt durant la guerre, dans le crash d'un avion de reconnaissance aérienne de la RAF, à Turnberry. Elle fait ses études à la Ranelagh School (en) à Bracknell, puis à Lady Margaret Hall à Oxford en 1942. Elle obtient son diplôme en 1945, et poursuit sa formation à l'École nationale des chartes de 1945 à 1947.
Elle est nommée assistante de recherches au Royal Holloway College de l'université de Londres en 1947, puis tutrice et chargée d'enseignement en français au St Hilda's College en 1951,.
En 1961, Sheila Browne rejoint le corps des inspecteurs, d'abord comme inspectrice de l'enseignement primaire, puis de l'enseignement secondaire. Elle est promue inspectrice en chef (Senior Chief Inspector) en 1974 et occupe ce poste jusqu'en 1983,. Elle lance deux enquêtes nationales, sur l'enseignement primaire puis sur l'enseignement secondaire. Elle publie des rapports critiques à l'égard de la politique scolaire du gouvernement de l'époque, notamment à l'égard de ce qu'elle considère comme une ingérence du gouvernement dans le fonctionnement et les programmes du système scolaire,. Elle s'exprime également sur le cadre professionnel des inspecteurs scolaires,. Elle évoque la nécessité de rechercher des méthodes d’éducation efficaces dans une société en mutation,. Elle est nommée compagnon de l'Ordre du bain en 1977.
Elle est élue principale du Newnham College en 1982, et prend ses fonctions à l'automne 1983, à la suite de Jean Floud. Durant son mandat à la tête du collège, elle supervise la restauration des bâtiments et la création d'un centre d'études ottomanes. Elle est chargée de plusieurs enquêtes administratives, notamment sur l'institut polytechnique du nord de Londres ou encore sur l'enseignement des langues vivantes. Elle prend sa retraite en 1993, et meurt à Oxford le 26 août 2015.

## Distinctions
- 1977 : compagnon de l'ordre du Bain
- 1978 : Honorary Fellow de Lady's Hall et de St Hilda's College[1]
- Docteure honoris causa des universités de Warwick (1981), Exeter (1984) et Birmingham (1987)[1]
- 1993 : Honorary Fellow, Newnham College[1]